# Place du Manège (Moscou)
Pour les articles homonymes, voir Place du Manège.
La place du Manège (en russe : Манежная площадь) est une grande place du centre historique de Moscou.

## Situation et accès
Elle est située non loin de la place Rouge dont elle est séparée par le musée d'histoire, et bordé au sud par le jardin Alexandre, longeant les murs du Kremlin. 

## Origine du nom
Elle doit son nom au Manège de Moscou situé à son extrémité sud.

## Historique
Elle est créée lors de la reconstruction après le grand incendie de la ville de 1812, à l’emplacement de l'ancienne « place Moïsseïevskaïa » et des parties basses des rues menant au Kremlin, comme les rues Bolchaïa Nikitskaïa, Mokhovaïa ou Tverskaïa, etc. et entièrement reconstruite dans les années 1930.
La place du Manège s'appela la « place du Cinquantenaire de la Révolution d’Octobre » de 1967 à 1990.
Sur le côté est de la place, on édifia dans les années 1930, l'un des plus célèbres hôtel de la capitale, l'hôtel Moskva.
Au début des années 1990, on a construit sous la place un immense complexe commercial souterrain doté d'une coupole en verre surmontée d'une petite statue de saint Georges, patron de la ville, qui attire des foules nombreuses. La place elle-même a été aménagée de fontaines et de terrasses, notamment du côté oriental vers les murs du Kremlin, devenant ainsi totalement piétonnière. Ces fontaines sont agrémentées de statues de Zourab Tsereteli illustrant les contes de Krylov, le La Fontaine russe.
En 2004, un incendie ravage le manège qui est reconstruit un an plus tard, doté cette fois-ci d'un parking souterrain.
Le 11 décembre 2010, plusieurs milliers de supporters du Spartak Moscou d'opinion nationaliste se sont rassemblés sur cette place à la suite de l'assassinat de l'un de leurs membres pour se battre contre les forces de l'ordre.

## Bâtiments remarquables et lieux de mémoire
- Manège de Moscou

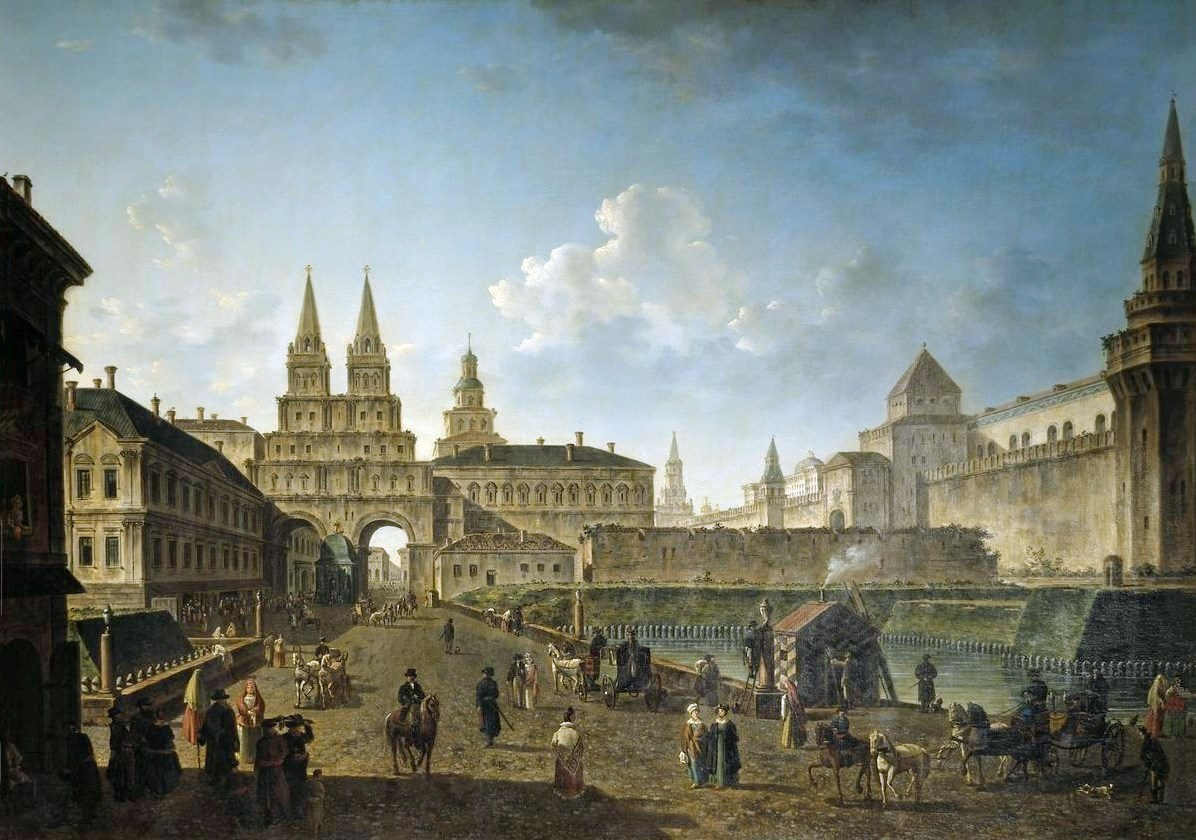
La place du Manège à la fin du XIXe siècle
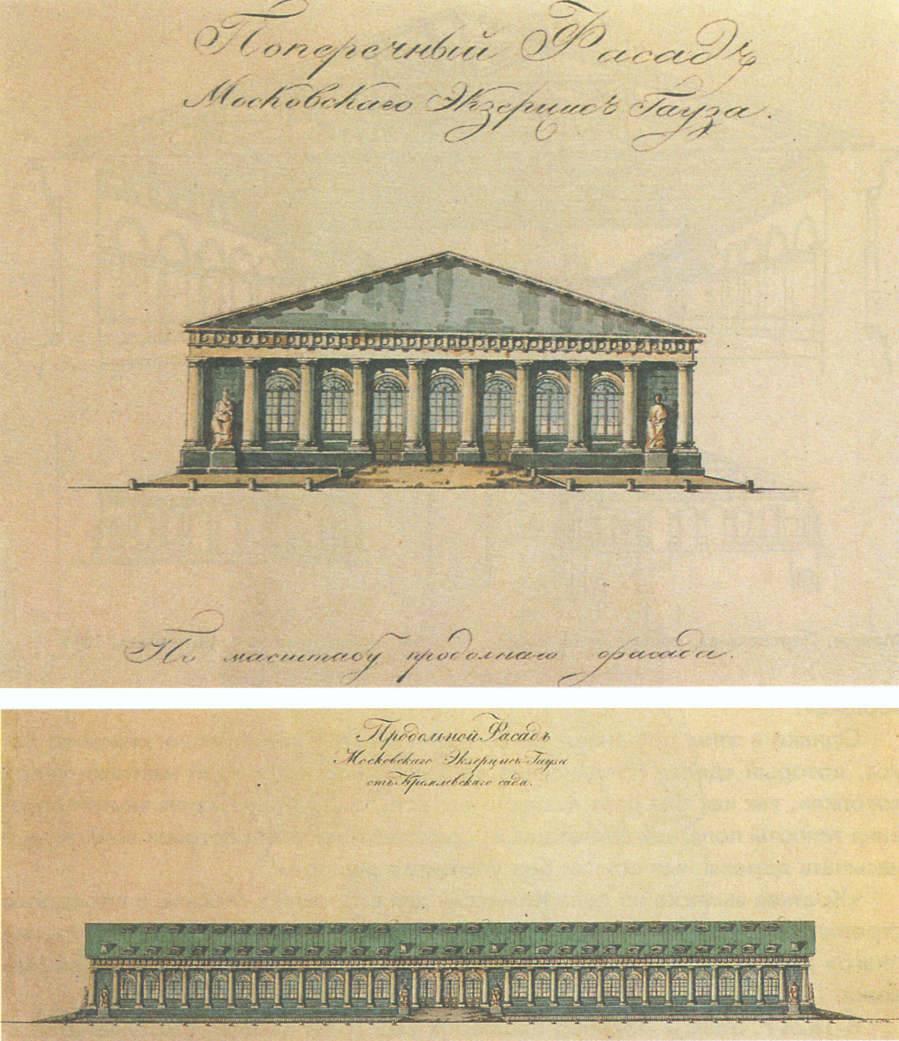
Façade et côté du Manège